# The Walkmen
The Walkmen je američki Indie pop sastav. Osnovan je 2000. godine. Sastoji se od 5 članova: Hamilton Leithauser, Paul Maroon, Walter Martin, Peter Bauer i Matt Barrick.

## Povijest
The Walkmen je osnovan 2000. godine raspadom dvaju sastava: Jonathan Fire*Eater i The Recoys.
Do sada su objavili 6 albuma.
Postali su poznati 2014. godine nakon zadnje epizode serije Kako sam upoznao vašu majku. Pjesma "Heaven" se pojavila u zadnjim trenucima epizode Last Forever.

## Albumi
- Everyone Who Pretended to Like Me Is Gone - 2002.
- Bows + Arrows - 2004.
- A Hundred Miles Off and Pussy Cats - 2006.
- You & Me - 2008.
- Lisbon - 2010.
- Heaven - 2012.

## Vanjske poveznice
- Službena stranica